# 盧卡·皮齊尼
盧卡·皮齊尼（義大利語：Luca Pizzini，1989年4月8日—）是意大利的一位游泳運動員，主要擅長蛙泳。他參加過世界大學生運動會、歐洲錦標賽等賽事。他在2016年奧運會上代表意大利參加了男子200米蛙泳的比賽。